# The Merry Devil of Edmonton
The Merry Devil of Edmonton (O Diabo Alegre de Edmonton, numa tradução literal) é uma peçacômica do teatro isabelino, sobre o mágico Peter Fabel, da alcunha O Diabo Alegre.
Os estudiosos têm datado que a peça foi escrita em 1592, mas a maioria favorece a data entre 1600-1604 . The Merry Devil of Edmonton incorpora o registro histórico em 1604, quando é mencionada em um trabalho contemporâneo chamado Black Booke. O texto foi incorporado no Stationers' Register em 22 de Outubro de 1607 e publicado um ano depois, em um quarto impresso por Henry Ballard para o livreiro Arthur Johnson.
The Merry Devil of Edmonton foi encenada na corte em 8 de maio de 1608; foi uma das vinte peças que os The King's Men executaram na corte, durante as festividades que comemoraram o casamento da princesa Elizabeth de Bohemia, filha do rei Jaime I, com Frederico V, Eleitor Palatino .
O editor Humphrey Moseley obteve os direitos da peça e registrou-a novamente em 9 de setembro de 1653, como um trabalho de William Shakespeare. Esta atribuição de Moseley foi afirmada também na lista de peças do ano de 1656, de Edward Archer, e também na lista de 1661 de Francis Kirkman . A peça foi reunida com Fair Em e Mucedorus em um livro intitulado "Shakespeare. Vol. I" na biblioteca de Carlos II.
Como seu contexto histórico indica, The Merry Devil of Edmonton foi popular e teve um público relevante; é mencionada por Ben Jonson no prólogo de sua peça The Devil is an Ass. Os críticos do século XIX tentaram atribuir a peça à Michael Drayton ou a Thomas Heywood, mas suas atribuições não foram dignas de créditos por outros estudiosos. William Amos Abrams propôs Thomas Dekker como o verdadeiro autor, mas esta hipótese também não recebeu uma boa aprovação .